# 팔손이속
팔손이속(Fatsia)은 두릅나무과에 속하는 속 중 하나이며, 일본 남부와 대만에 자생하는 3종의 상록 관목의 총칭이다.

## 생태
잎은 어긋나며 가지 끝에는 최대 50 센티미터 길이의 긴 잎자루가 있고, 잎은 매우 크고 손바닥을 편 것 같이 갈라진 모양을 한다. 늦가을이나 초겨울에 작은 흰색 꽃이 피며, 이듬해 여름에 검은색 열매가 맺힌다.

## 하위 종
- 팔손이 (Fatsia japonica)
- Fatsia oligocarpella
- Fatsia polycarpa